# Fem i knipa
Fem i knipa är skriven av Enid Blyton och utkom 1949. Boken ingår som åttonde bok  i fem-böckerna.

## Handling
De fem tillbringar påsklovet på Kirrin Cottage och då Georges föräldrar, Quentin och Fanny åker till en vetenskaplig konferens, ger sig de fem ut med cyklar på och campingtur. Vid en sjö träffar de en pojke Richard Kent, som vill cykla tillsammans med dem.  Richard ansluter sig till dem utan att ha bett om föräldrarnas tillstånd. Richard jagas senare av kumpaner till Kråkan (Rocky)  Skurkarna jagar Richard till fots i en skog, men de misstar Dick för Richard och kidnappar honom istället. Richard hittar senare Julian och George. Anne har bevittnat Dicks kidnapping och barnen  kan spåra Dick till huset Owl's Dene. Där börjar äventyret.

## Bokens karaktärer
- Anne, Dick, Julian – Syskon, kusiner till George
- Georgina "George"  - Kusin till Anne, Dick och Julian
- Tim – Georges hund
- Fanny – Georges mamma
- Quentin – Georges pappa
- Richard Kent
- Thomson – Richards lärare
- Thomas Kent – Richards pappa
- Kråkan (Rocky i Lindströms översättning) – Tidigare livvakt till Thomas Kent
- Perton – Kråkans medhjälpare
- Aggie – Pertons syster
- Hansson – Kråkans medhjälpare
- Salomon Westman – tjuv som rymt från fängelset

## Anpassningar
Romanen blev film 1970 i en dansk-tysk filmproduktion, med titeln De 5 i fedtefadet och åter 2013 som en tysk film, Fünf Freude (film 2) Den har också blivit ett dubbelavsnitt  i TV-serien The Famous Five och ett avsnitt i 90-talets Vi fem.

## Översättningar
Boken översattes 1958 till svenska av Ingegerd Lindström och blev nyöversatt 1972 av Kerstin Lennerthson. Boken har sedan kommit ut med olika utsidesbilder. Ljudboken kom ut 2004 i inläsning av Lasse Almebäck.